# Oberreutin
Oberreutin (mundartlich: Obərroitin) ist ein Stadtteil der Großen Kreisstadt Lindau (Bodensee), innerhalb der ehemaligen Gemeinde und heutigen Gemarkung Reutin.

## Geografie
Oberreutin grenzt im Süden an den Stadtteil Reutin, im Osten an den Stadtteil Wannenthal und im Südwesten an den Stadtteil Aeschach.

## Geschichte

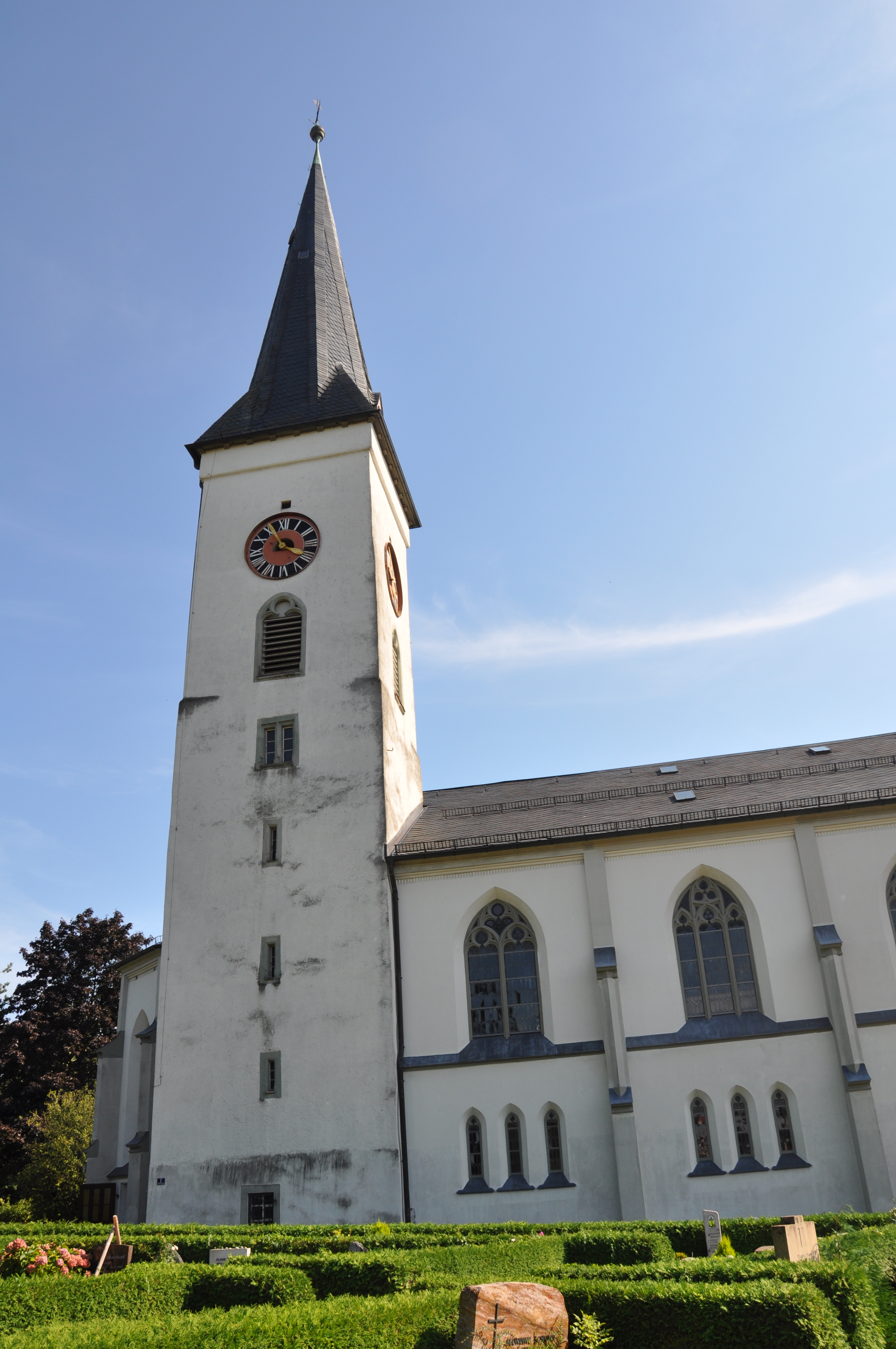
Pfarrkirche St. Verena

Oberreutin wurde erstmals im Jahr 1311 mit der Kirche St. Verena zu Oberun Ruthie urkundlich erwähnt. Der Ortsname stammt vom mittelhochdeutschen Wort riuti für roden ab und bezeichnet zudem die relative Lage zu Reutin. Am 1. Februar 1922 wurde Oberreutin als Gemeindeteil der Gemeinde Reutin nach Lindau eingemeindet.

## Sehenswürdigkeiten
Kirche St. Verena
Die evangelisch-lutherische Pfarrkirche St. Verena hat Architekt Anton Harrer 1870/71 als Saalkirche im neugotischen Stil erbaut. Sie steht teilweise auf älteren Fundamenten, Chormauern und Turmunterbau stammen aus dem 15., der obere Turmabschluss vom Ende des 18. Jahrhunderts. Auf dem Kirchhof finden sich alte Grabmale.

## Baudenkmäler
Siehe: Liste der Baudenkmäler in Oberreutin

## Infrastruktur
Durch den Stadtteil verläuft die Bundesstraße 12. Oberreutin ist im ÖPNV durch den Stadtbus Lindau erschlossen.